# Rasmus Pedersen
Rasmus Lund Pedersen (Odense, 9 de julio de 1998) es un deportista danés que compite en ciclismo en las modalidades de pista y ruta.
Participó en los Juegos Olímpicos de Tokio 2020, obteniendo una medalla de plata en la prueba de persecución por equipos (junto con Lasse Norman Hansen, Niklas Larsen y Frederik Madsen).
Ganó cinco medallas en el Campeonato Mundial de Ciclismo en Pista entre los años 2019 y 2024, y cinco medallas en el Campeonato Europeo de Ciclismo en Pista entre los años 2019 y 2024.

## Medallero internacional
| Juegos Olímpicos   | Juegos Olímpicos         | Juegos Olímpicos  | Juegos Olímpicos        |
| Año                | Lugar                    | Medalla           | Competición             |
| ------------------ | ------------------------ | ----------------- | ----------------------- |
| 2020               | Tokio (Japón)            | Medalla de plata  | Persecución por equipos |
| Campeonato Mundial |                          |                   |                         |
| Año                | Lugar                    | Medalla           | Competición             |
| 2019               | Pruszków (Polonia)       | Medalla de bronce | Persecución por equipos |
| 2020               | Berlín (Alemania)        | Medalla de oro    | Persecución por equipos |
| 2022               | Saint-Quentin (Francia)  | Medalla de bronce | Persecución por equipos |
| 2023               | Glasgow (Reino Unido)    | Medalla de oro    | Persecución por equipos |
| 2024               | Ballerup (Dinamarca)     | Medalla de oro    | Persecución por equipos |
| Campeonato Europeo |                          |                   |                         |
| Año                | Lugar                    | Medalla           | Competición             |
| 2019               | Apeldoorn (Países Bajos) | Medalla de oro    | Persecución por equipos |
| 2021               | Grenchen (Suiza)         | Medalla de oro    | Persecución por equipos |
| 2022               | Múnich (Alemania)        | Medalla de plata  | Persecución por equipos |
| 2024               | Apeldoorn (Países Bajos) | Medalla de plata  | Persecución por equipos |
| 2024               | Apeldoorn (Países Bajos) | Medalla de bronce | Persecución individual  |

1. ↑  Compitió en la ronda de clasificación.